# 奧蒂戈 (紐約州)
奧蒂戈（英語：Otego）是一個位於美國紐約州奧齊戈縣的鎮。

## 人口
根據2020年美國人口普查的數據，奧蒂戈的面積為118.38平方千米，當中陸地面積為118.19平方千米，而水域面積為0.19平方千米。當地共有人口2756人，而人口密度為每平方千米23人。